# جفری راش
جفری روی راش (انگلیسی: Geoffrey Roy Rush؛ زادهٔ ۶ ژوئیهٔ ۱۹۵۱) بازیگر استرالیایی است. او یکی معدود بازیگرانی است که توانسته تاج سه‌گانهٔ بازیگری متشکل از یک جایزهٔ اسکار برای فیلم، یک جایزهٔ امی ساعات پربیننده برای تلویزیون و یک جایزهٔ تونی برای تئاتر را دریافت کند. او برندهٔ دو جایزهٔ گلدن گلوب و سه جایزهٔ فیلم بفتا نیز شده‌است. راش بنیان‌گذار آکادمی هنرهای سینمایی و تلویزیونی استرالیا است و در سال ۲۰۱۲ استرالیایی سال نام گرفت.
راش برای فیلم درخشش (۱۹۹۶) برندهٔ جایزهٔ اسکار بهترین بازیگر نقش اول مرد شد و برای نقش‌آفرینی‌هایش در فیلم کمدی رمانتیک شکسپیر عاشق (۱۹۹۸)، درام دورانی قلم‌پرها (۲۰۰۰) و درام تاریخی سخنرانی پادشاه (۲۰۱۰) نامزد دریافت این جایزه شد. او برای بازی در نقش هکتور باربوسا در مجموعه‌فیلم‌های دزدان دریایی کارائیب (۲۰۰۳–۲۰۱۷) نیز شهرت دارد و در فیلم‌هایی با ژانرهای مختلف مانند فیلم تاریخی الیزابت (۱۹۹۸)، بینوایان (۱۹۹۸)، زندگی‌نامه‌ای فریدا (۲۰۰۱)، تریلر مونیخ (۲۰۰۵) و درام جنگی کتاب‌دزد (۲۰۱۳) حضور داشته‌است.
راش برای به تصویر کشیدن پیتر سلرز در فیلم تلویزیونی زندگی و مرگ پیتر سلرز (۲۰۰۴) از شبکهٔ اچ‌بی‌او برندهٔ جایزهٔ امی ساعات پربیننده شد. او آلبرت اینشتین را هم در مجموعهٔ تلویزیونی نابغه (۲۰۱۷) به تصویر کشیده‌است. او در سال ۲۰۰۹ برای احیای نمایش‌نامهٔ شاه می‌میرد از اوژن یونسکو برندهٔ جایزهٔ تونی بهترین بازیگر در یک نمایش شد.

## زندگی هنری
او جزو ۲۱ بازیگریست که تاکنون موفق به کسب هر سه جایزه مطرح سینما، تئاتر و تلویزیون یعنی اسکار، تونی و امی در زندگی هنری خود شده‌اند.
او همچنین برندهٔ جوایز معتبر گرمی، بفتا و انستیتو فیلم استرالیاست. جفری راش در سال ۱۹۹۶ برندهٔ جایزه اسکار بهترین بازیگر مرد به خاطر فیلم درخشش شد و همچنین در سال ۹۸ به سبب بازی در فیلم شکسپیر عاشق و سپس قلم‌پرها در سال ۲۰۰۰ نامزد دریافت جایزه اسکار بوده‌است.
از دیگر کارهای موفق وی نقش کاپیتان باربوسا در فیلم دزدان دریایی کارائیب می‌باشد. وی همچنین در فیلم سخنرانی پادشاه نیز حضور داشته‌است.
او همچنین در فیلم‌های الیزابت، الیزابت : دوران طلایی، خدایان مصر و مردان اسرارآمیز بازی کرده‌است.
وی در سال ۲۰۱۷ نیز دوباره به عنوان کاپیتان باربوسا در فیلم دزدان دریایی کارائیب: مرده‌ها قصه نمی‌گویند حاضر شد.
وی همچنین در فیلم بهترین پیشنهاد به کارگردانی جوزپه تورناتوره بازی چشمگیری ایفا نمود.

## اتهام آزار جنسی
در ۳۰ نوامبر ۲۰۱۷ روزنامه دیلی تلگراف سیدنی، جفری راش را به آزار جنسی یک بازیگر زن متهم کرده بود. راش این اتهامات را رد نمود و سرانجام در ۲۴ می ۲۰۱۹ پس از آشکار شدن دروغین بودن این اتهام، دیلی تلگراف به پرداخت ۲٫۹ میلیون دلار استرالیا غرامت به راش محکوم شد.

## فیلمشناسی
- فریب (۱۹۸۱)
- شب دوازدهم
- درخشش
- فرزندان انقلاب
- اسکار و لوسیندا
- الیزابت
- بینوایان
- شکسپیر عاشق
- مردان اسرارآمیز
- خانه‌ای روی تپه جن‌زده
- قلم‌پرها
- خیاط پاناما
- لانتانا
- فریدا
- دزدان دریایی کارائیب: نفرین مروارید سیاه
- ند کلی
- در جستجوی نمو
- ظلم تحمل‌ناپذیر
- مونیخ
- دزدان دریایی کارائیب: صندوقچه مرد مرده
- کندی
- دزدان دریایی کارائیب: پایان جهان
- الیزابت: دوران طلایی
- ۹٫۹۹ دلار
- افسانه محافظان: جغدهای گاهول
- سخنرانی پادشاه
- رسم سلحشور
- دزدان دریایی کارائیب: سوار بر امواج ناشناخته
- گرین لنترن
- بهترین پیشنهاد
- کتاب‌دزد
- وحدت
- مینیون‌ها
- خدایان مصر
- دزدان دریایی کارائیب: مردگان حکایت نمی‌کنند
- پسر طوفان
- زندگی و مرگ پیتر سلرز
- نابغه
- دختر
- خواهران بنگر
- پرتره نهایی

## جوایز

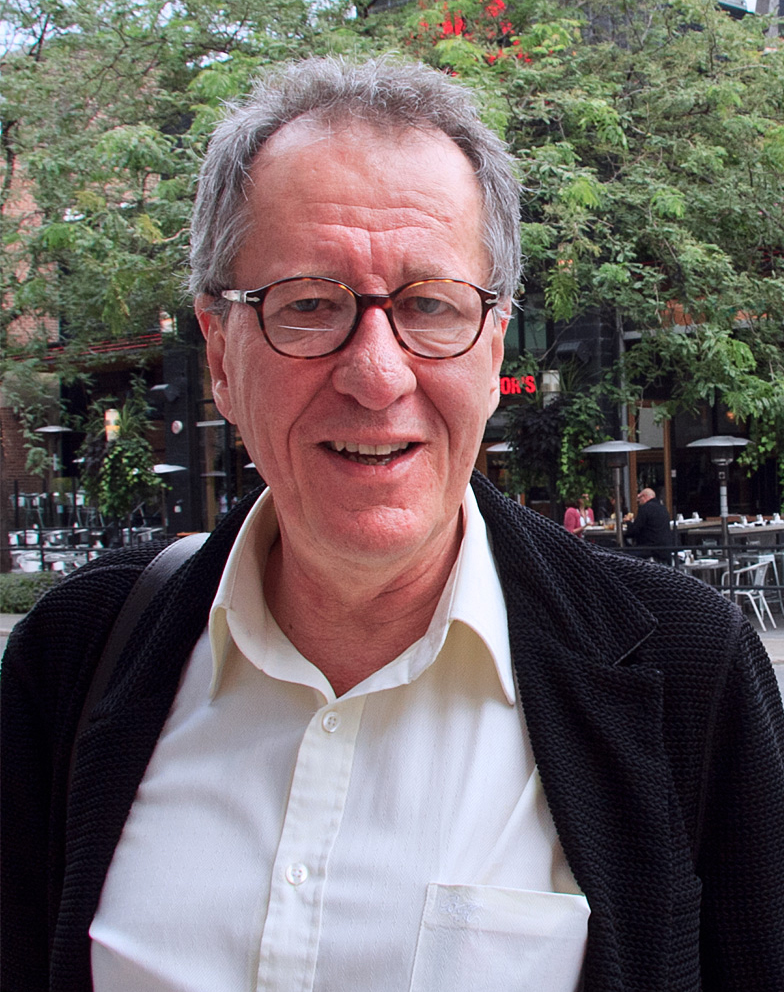
جشنواره بین‌المللی فیلم تورنتو ۲۰۱۱

- برنده اسکار بهترین بازیگر نقش اول مرد برای فیلم درخشیدن در سال ۱۹۹۶
- برنده بفتای بهترین بازیگر نقش اول مرد برای فیلم درخشیدن در سال ۱۹۹۶
- برنده بفتای بهترین بازیگر مکمل مرد برای فیلم الیزابت در سال ۱۹۹۸
- کاندیدای بفتای بهترین بازیگر مکمل مرد برای فیلم شکسپیر عاشق در سال ۱۹۹۸
- کاندیدای بفتای بهترین بازیگر نقش اول مرد برای فیلم قلم‌پرها در سال ۲۰۰۰